# Jhulkatti, Yelbarga
Jhulkatti là một làng thuộc tehsil Yelbarga, huyện Koppal, bang Karnataka, Ấn Độ.